# Бернсайд, Эмброуз
Эмброуз Эверетт Бернсайд (англ. Ambrose Everett Burnside; 23 мая 1824 — 13 сентября 1881) — американский генерал, изобретатель, промышленник и политик из Род-Айленда. Служил сенатором и губернатором (1866—1869). Во время гражданской войны стал генералом армии Союза и осуществлял успешные кампании в Северной Каролине и Восточном Теннесси, однако был разгромлен в жестоком сражении при Фредериксберге и в бою у Воронки. Стал первым президентом Национальной Стрелковой Ассоциации. Также вошел в историю как изобретатель бакенбардов в стиле «sideburns».

## Ранние годы
Бернсайд родился в Либерти, штат Индиана, он был четвёртым сыном (из девяти) Эдилла и Памелы Браун Бернсайд, семьи шотландского происхождения. Его прапрадед, Роберт Бернсайд (1725—1775) родился в Шотландии и переселился в Южную Каролину. Его отец, уроженец Южной Каролины, был рабовладельцем, который отпустил своих рабов, когда переселился в Индиану.
В детстве Эмброуз поступил в семинарию, но прервал обучение после смерти матери в 1841 году. Он пошел в ученики к портному, сделавшись его партнером по бизнесу. Интерес к военному делу и политические связи отца привели его в 1843 в Военную Академию. Он закончил её 18-м из 38 кадетов выпуска 1847 года и был направлен во 2-й артиллерийский полк в звании второго лейтенанта. Он отправился в Веракрус для участия в Мексиканской войне, но прибыл уже после окончания боевых действий и на его долю досталась только гарнизонная служба в Мехико.
По окончании войны лейтенант Бернсайд два года прослужил на западной границе под командованием капитана Брэкстона Брэгга в 3-м артиллерийском полку. Этот полк был впоследствии превращен в кавалерийский и использовался для защиты почтовых путей, ведущих через Неваду в Калифорнию. В 1849, во время перестрелки с апачами в Лас-Вегасе, он был ранен стрелой в шею. В 1852 он был назначен командующим форта Адамс в Ньюпорте, и там же, 27 апреля, женился на Мэри-Ричмонд Бишоп. Она оставалась его женой до самой его смерти, хотя детей у них не было.
12 декабря 1851 года Бернсайд получил звание первого лейтенанта.
В октябре 1853 года Бернсайд уволился из армии США, но остался служить в ополчении штата. Он занялся разработкой оружия и стал производить «карабин Бернсайда». Военный секретарь Джон Флойд заключил с ним контракт на вооружение кавалерии и уполномочил его строить арсеналы по их производству.

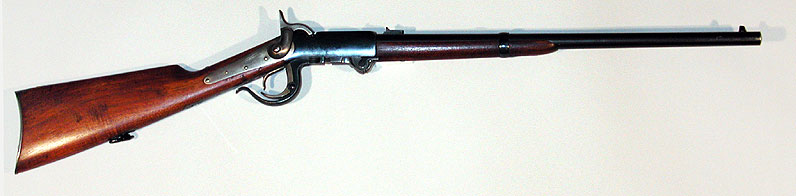
Карабин Бернсайда

Контракт был заключён на 100 000 долларов, но вскоре Флойду дали взятку за то, чтобы он разорвал этот контракт в пользу другой кампании. В 1858 году Бернсайд участвовал в выборах в Конгресс от партии демократов, но проиграл. В то же время пожар уничтожил его оружейный завод. Он оказался в тяжелом материальном положении и был вынужден продать свои патенты. Ему пришлось искать себе другую работу и он стал казначеем Иллинойсской Центральной Железной Дороги, и на этой работе подружился со своим будущим командиром, Джорджем Макклеланом.

## Гражданская война

### Первый Булл-Ран

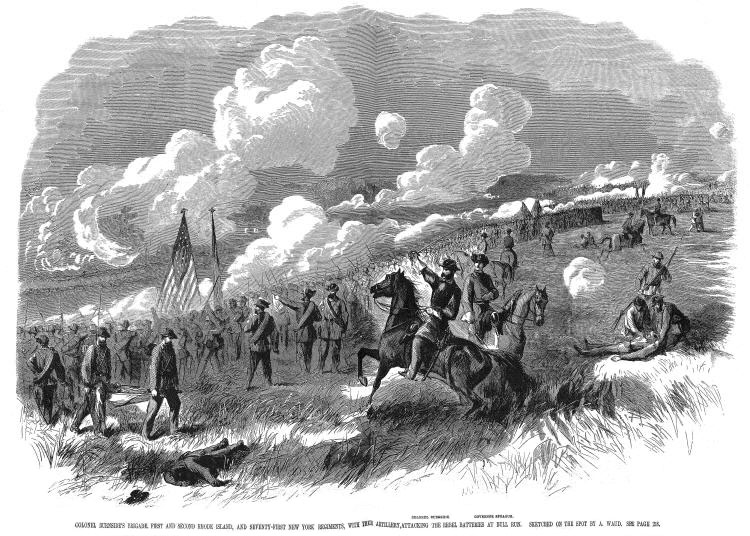
Полковник Бернсайд в первом сражении при Булл-Ран

Когда началась Гражданская война, Бернсайд был бригадным генералом род-айлендского ополчения. Он собрал полк — 1-й Род-Айлендский пехотный полк — и был назначен его командиром 2 мая 1861 года. Менее чем за месяц он поднялся до должности командира бригады. Он командовал этой бригадой в Первом сражении при Бул-Ране, и даже временно принял командование дивизией после ранения генерала Дэвида Хантера. Когда его солдаты, служащие по 90-дневному контракту, покинули службу, он был повышен до генерала добровольцев 6 августа и был направлен для тренировки солдат, из которых предполагалось создать Потомакскую Армию.

### Во главе корпуса
Летом 1862 года бригады Бернсайда, участвовавшие в экспедиции, были сведены в корпус. Он был сформирован 22 июля как Девятый корпус Потомакской армии и Бернсайд стал его командиром в тот же день. Корпус был сформирован в Ньюпорт-Ньюс (Виргиния) из двух бригад Бернсайда и одной дивизии Исаака Стивенса. После образования корпус имел три дивизии, которыми командовали Исаак Стивенс, Джессе Рено и Джон Парке. Как раз в те дни завершалась неудачная кампания генерала Макклелана на Вирджинском полуострове. Федеральное командование искало замену Макклелану и предложило Бернсайду занять его место, но он отказался — отчасти из-за хороших отношений с Макклеланом, отчасти из-за осознания недостаточности своих способностей. В августе две дивизии его корпуса были переправлены по морю в северную Вирджинию на усиление Вирджинской армии Джона Поупа. 29 — 30 августа дивизии участвовали во втором сражении при Булл-Ран под командование м Джессе Рено; сам Бернсайд не принимал участия в сражении. После разгрома Вирджинской армии ему снова предложили возглавить Потомакскую армию, но он снова отказался.

### Мерилендская кампания
Когда началась Мерилендская кампания, Макклеллан поручил Бернсайду командовать «Правым крылом» Потомакской армии, которое состояло из двух корпусов: I и IX. В этой роли Бернсайд участвовал в сражении в Южных горах, но в ходе последующего сражения при Энтитеме Макклеллан разместил корпуса Бернсайда на противоположных сторонах поля боя, так что в распоряжении Бернсайда фактически остался только IX корпус. Не желая понижать свой статус, Бернсайд не возглавил корпус лично, а поручил его генералу Джекобу Коксу. Это дополнительное назначение только усложнило управление корпусом в сражении и привело к потере времени во время штурма Рорбахского моста («Мост Бернсайда»).

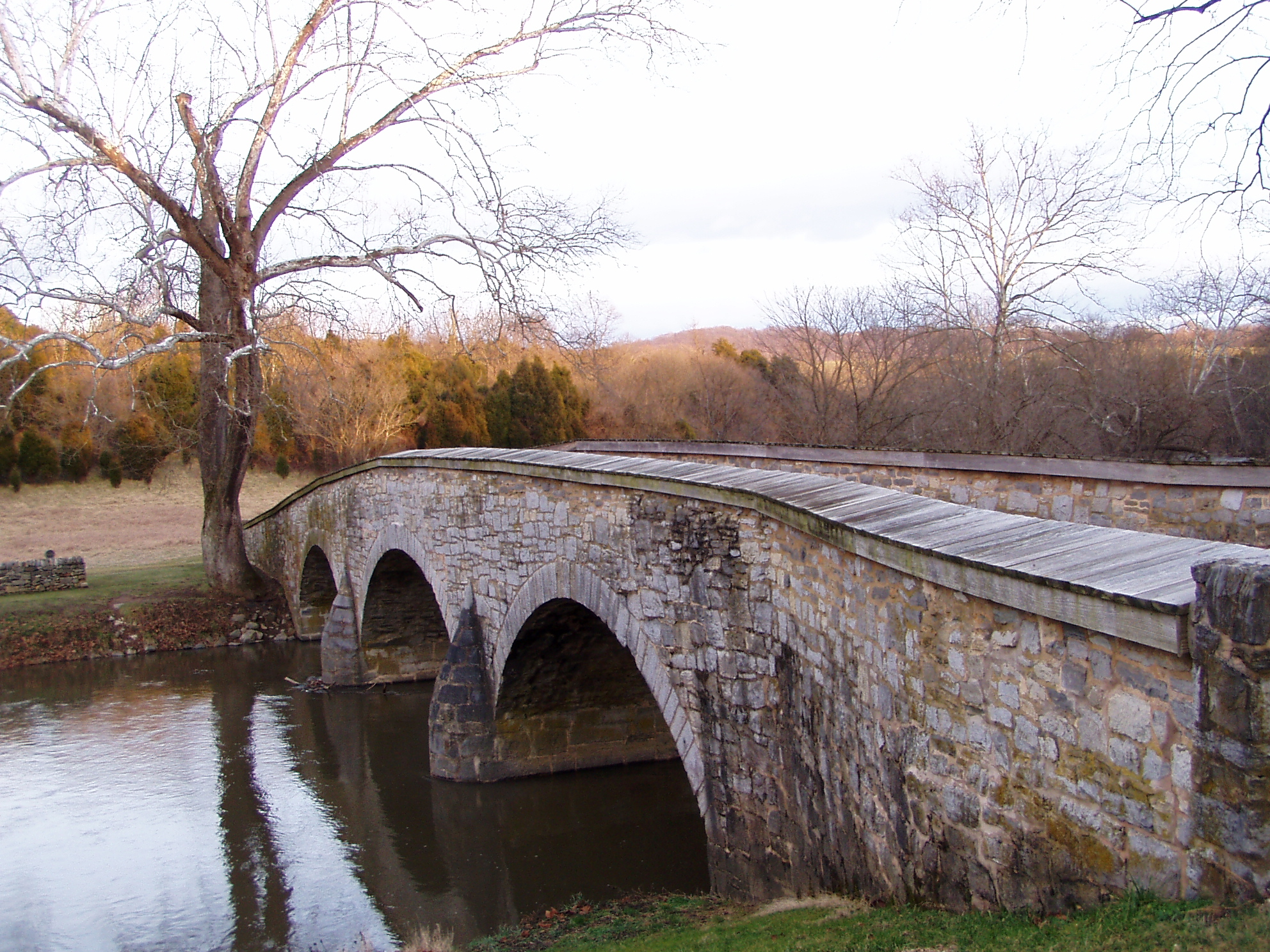
Мост Бернсайда и Сикамора Бернсайда в 2006 году.

При Энтитеме Бернсайду была поручена атака правого фланга Северовирджинской армии, но он не провёл необходимой рекогносцировки, не воспользовался имеющимися переправами, а послал корпус в атаку через реку Энтитем по узкому каменному мосту, который простреливался пехотой противника с доминирующей позиции. Несколько атак были отбиты, корпус не успевал перейти реку вовремя и Макклеллан советовал ему поторопиться, со словами: «Скажите ему, чтобы наступал, даже если это будет стоить 10 000 человек». Он даже послал к Бернсайду генерала-инспектора, которому Бернсайд сказал: «Макклеллан, похоже, думает, что я не делаю всё, чтобы взять этот мост; вы уже третий или четвёртый, кто приходит ко мне сегодня с этим приказом». Корпусу в итоге удалось прорваться на противоположный берег, но задержка дала время дивизии Эмброуза Хилла прибыть на поле боя и остановить наступление федеральных войск на этом участке поля боя. Бернсайд запросил подкреплений, но Макклеллан отказал, и сражение в итоге закончилось вничью.
После этого сражения мост Рорбаха стал известен как «Мост Бернсайда», а дерево около моста (Американская Сикамора, Platanus occidentalis) стало известно как «Сикамора Бернсайда».

## Послевоенная деятельность
В 1866 году был избран губернатором Род-Айленда и работал на этом посту до 1869 года.
Работал в советах директоров ряда железнодорожных и промышленных компаний.
В 1875 и 1881 годах избирался сенатором от Род-Айленда. В 1881 году какое-то время был председателем сенатского комитета по международным отношениям.